# Demba
Demba est une localité, chef-lieu de territoire de la province du Kasaï-Central en République démocratique du Congo.

## Géographie
Elle est située sur la route nationale RN 41 à 64 km au nord du chef-lieu provincial Kananga. 

## Administration
Chef-lieu de territoire de 19 537 électeurs recensés en 2018, la localité a le statut de commune rurale de moins de 80 000 électeurs, elle compte 7 conseillers municipaux en 2019.

## Population
Le recensement de la population date de 1984, l'accroissement annuel est estimé à 2,08,.
| 1984   | 2004   | 2012   |
| ------ | ------ | ------ |
| 11 200 | 18 416 | 21 710 |